# 多爾比 (艾奧瓦州)
多爾比（英語：Dalby）是位於美國愛荷華州阿勒马基縣的一個非建制地區。該地的面積和人口皆未知。